# John Rogers (Politiker, 1813)
John Rogers (* 9. Mai 1813 in Caldwell (heute Lake George), New York; † 11. Mai 1879 bei Fort Edward, New York) war ein US-amerikanischer Politiker. Zwischen 1871 und 1873 vertrat er den Bundesstaat New York im US-Repräsentantenhaus.

## Werdegang
John Rogers wurde während des Britisch-Amerikanischen Krieges in Caldwell geboren. Er schloss seine Vorstudien ab. 1832 zog er nach Black Brook im Clinton County, wo er der Herstellung von Eisen nachging. Er war zehn Jahre lang Supervisor in der Town von Black Brook und hielt mehrere andere lokale Ämter. Politisch gehörte er der Demokratischen Partei an.
Bei den Kongresswahlen des Jahres 1870 für den 42. Kongress wurde Rogers im 16. Wahlbezirk von New York in das US-Repräsentantenhaus in Washington, D.C. gewählt, wo er am 4. März 1871 die Nachfolge von Orange Ferriss antrat. Er schied nach dem 3. März 1873 aus dem Kongress aus.
Nach seiner Kongresszeit ging er wieder der Herstellung von Eisen nach. Am 11. Mi 1879 starb er in „Rogers Place“ bei Fort Edward im Washington County. Sein Leichnam wurde auf dem Familienfriedhof auf seinem Anwesen in Moreau bei Fort Henry beigesetzt.